# We All Bleed
We All Bleed è il terzo album in studio della band statunitense Crossfade. È stato pubblicato il 21 giugno 2011.

## Tracce
1. Dead Memories – 2:50
2. Killing Me Inside – 5:13
3. Prove You Wrong – 3:18
4. Lay Me Down – 4:24
5. Dear Cocaine – 4:57
6. Suffocate – 5:54
7. I Think You Should Know – 3:53
8. We All Bleed – 4:04
9. Open Up Your Eyes – 3:56
10. Make Me a Believer – 10:10